# Cunninghamia lanceolata
Genre
Espèce
Classification phylogénétique
Statut de conservation UICN

 LC  : Préoccupation mineure
Cunninghamia lanceolata est une espèce de conifère sempervirente de la famille des Taxodiaceae selon la classification classique, ou de celle des Cupressaceae (Cunninghamioideae) selon la classification phylogénétique.
```
Pour plus d’informations, voir: 
Cunninghamia
```

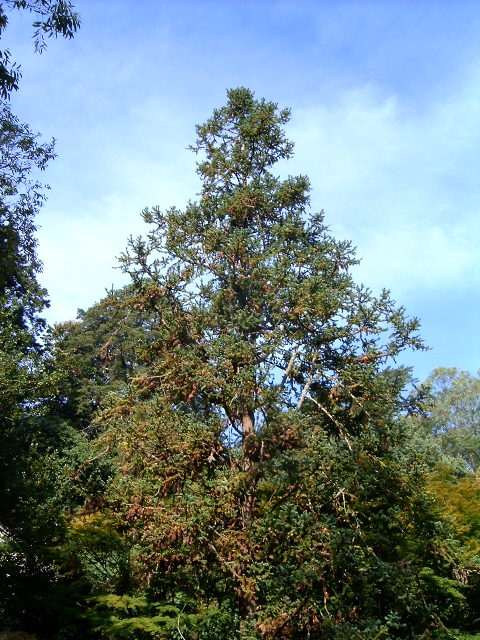
Habitus
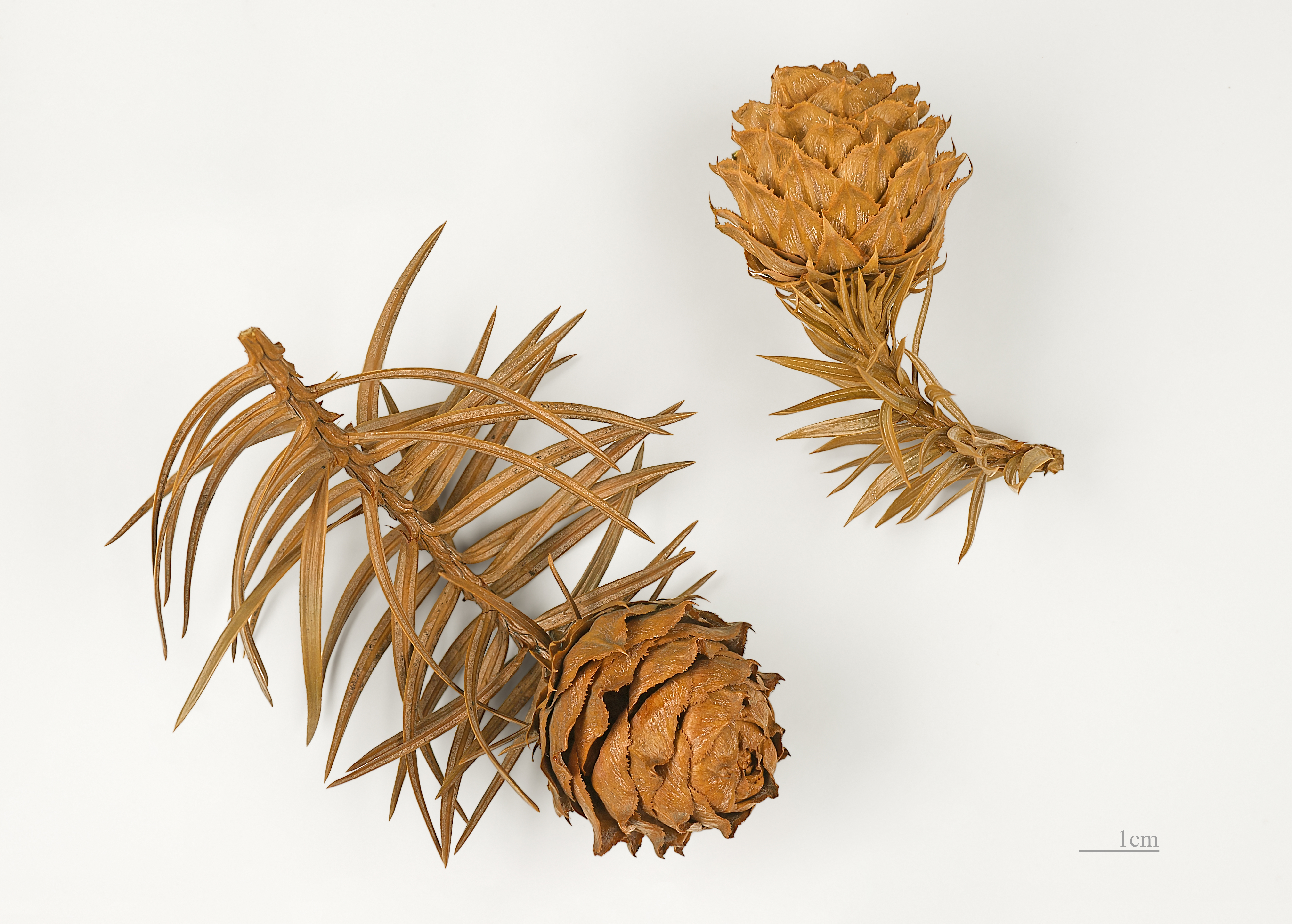
Cône femelle mature Muséum de Toulouse
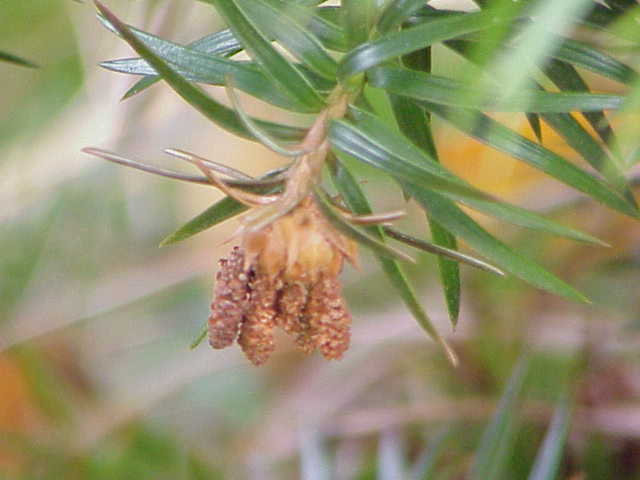
Cône mâle
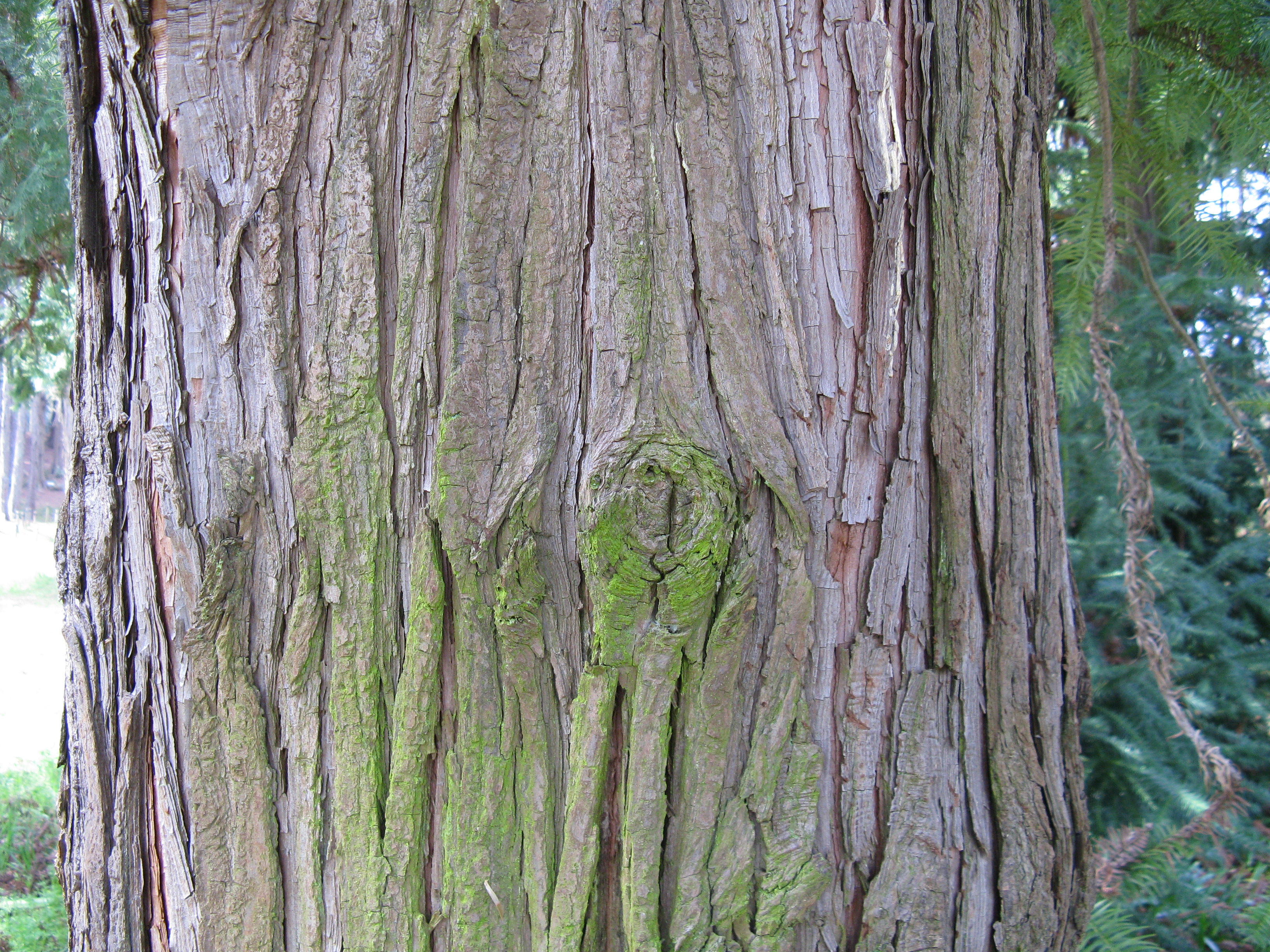
Aspect de l'écorce

### Cunninghamia
- (en) Flora of China : Cunninghamia
- (en) Catalogue of Life : Cunninghamia R.Br. (consulté le 29 décembre 2024)
- (fr) Tela Botanica (France métro) : Cunninghamia
- (fr + en) ITIS : Cunninghamia R. Br.
- (en) NCBI : Cunninghamia (taxons inclus)
- (en) GRIN : genre Cunninghamia R. Br. (+liste d'espèces contenant des synonymes)

### Cunninghamia lanceolata
- (en) Flora of China : Cunninghamia lanceolata
- (en) Catalogue of Life : Cunninghamia lanceolata (Lamb.) Hook. (consulté le 17 décembre 2020)
- (fr + en) ITIS : Cunninghamia lanceolata  (Lamb.) Hook.
- (en) NCBI : Cunninghamia lanceolata (taxons inclus)
- (en) GRIN : espèce Cunninghamia lanceolata  (Lamb.) Hook.